# غريغ ديفيس (لاعب كرة قدم أمريكية)
غريغ ديفيس (بالإنجليزية: Greg Davis)‏ هو لاعب كرة قدم أمريكية أمريكي، ولد في 29 أكتوبر 1965 في روما في الولايات المتحدة.

## وصلات خارجية
- غريغ ديفيس على موقع مرجع كرة القدم المحترفة.كوم (الإنجليزية)